# 이하라촌 (시즈오카현)
이하라촌(庵原村)은 시즈오카현의 중부, 이하라군에 속해있던 촌이다. 현재의 시즈오카시에 해당한다.

## 역사
- 1889년 4월 1일 - 정촌제 시행에 의해 이하라군 이하라촌이 성립하였다.
- 1961년 6월 28일 - 시미즈시에 편입해, 동일 이하라촌은 폐지되었다.
- 2003년 4월 1일 - 시미즈시가 시즈오카시와 합병해 시즈오카시가 새롭게 성립하였다.
- 2005년 4월 1일 - 시즈오카시가 정령지정도시로 승격해, 구촌 지역은 시미즈구가 되었다.

## 교통

### 철도
- 이하라 궤도 (1914년 개통, 1916년 폐지) 
  - 이하라 궤도선

## 참고문헌
- 角川日本地名大辞典 22 静岡県